# Scott Douglas
Scott Douglas (* 12. Dezember 1963 in Bangor) ist ein ehemaliger US-amerikanischer Rollstuhltennisspieler.

## Karriere
Scott Douglas begann im Alter von 23 Jahren mit dem Rollstuhltennis und startete in der Klasse der Paraplegiker.
Er nahm an insgesamt drei Paralympischen Spielen teil. 1992 in Barcelona und 1996 in Atlanta trat er jeweils nur im Einzel an und schied beide Male im Achtelfinale aus. Bei den Spielen im Jahr 2000 in Sydney scheiterte er im Einzel in der zweiten Runde. Erstmals trat er auch in der Doppelkonkurrenz an, in der er mit Stephen Welch sogleich das Halbfinale erreichte. Sie unterlag in diesem David Hall und David Johnson in drei Sätzen. Im anschließenden Spiel um Bronze besiegten sie Simon Hatt und Jayant Mistry.
In der Weltrangliste erreichte er seine besten Platzierungen mit Rang sechs im Einzel am 21. Juni 1994 sowie mit der Weltranglistenführung im Doppel am 14. Juli 1998.